# Djibasso
Pour le département, voir Djibasso (département).
Djibasso est une commune et le chef-lieu du département de Djibasso dans la province de la Kossi de la région de la Boucle du Mouhounau Burkina Faso. 

## Géographie
Commune située près de la frontière malienne – dont elle constitue un poste douanier –, elle est traversée par la route nationale 14.

## Organisation administrative

### Mairie
Djibasso a été érigé en commune rurale en 2012.La commune est dirigée par un maire élu au suffrage universel indirect. Le conseil municipal est composé de membres comprenant des représentants de chacun  des secteurs de la ville et des autres villages de la commune.
| Période                                  | Période | Identité            | Étiquette           | Qualité |
| ---------------------------------------- | ------- | ------------------- | ------------------- | ------- |
| 2012                                     | 2014    | Edouard Dembélé     | CDP                 |         |
| 2014                                     | 2016    | Délégation Spéciale | Délégation Spéciale |         |
| 2016                                     | 2022    | Robert Dembélé      | MPP                 |         |
| 2022                                     | ?       | Délégation Spéciale | Délégation Spéciale |         |
| Les données manquantes sont à compléter. |         |                     |                     |         |

### Prefecture
Djibasso est le chef-lieu du Département de Djibasso. Le Département compte 49 villages, Djibasso y compris.

## Démographie
La population est de 9492 selon le recensement général de la population et de l'habitat de l'année 2019 . La population s'est accrue de 78.2 pour cent de 1996 à 2019. 

## Culture
Les Journées promotionnelles du mil (ou la Foire du mil) est une activité culturelle phare.

## Économie
Djbasso est une ville commerciale, caractérisé par son marché hebdomadaire tous les jeudis et fréquenté par des gens venant de partout le Burkina et du Mali.

## Transports

### Liaisons routières
La vile de Djibasso est traversée par la RN14.

## Santé et éducation

### Santé
La commune accueille le seul centre médical du département. Set centre de santé et de promotion sociale (CSPS) repartis sur le territoire de la commune rurale, dont le centre de santé transfrontalier de Ouarokuy-Wanian.

### Éducation
La ville de Djibasso accueille un College d'Enseignement Général publique et une école primaire publique. Trois établssements post-secondaires privés dont le Collège privé évangelique de Canaan au Secteur 2, Collège privé la grace divine de Djibasso, et le Collège privé moderne.